# ヌリトラノオ
ヌリトラノオ Asplenium normale D. Don は、チャセンシダ科のシダ植物。細長い単羽状複葉の葉をつけ、葉先からよく芽を出す。

## 特徴
常緑性の小型の草本。根茎は短くて直立か斜めに立ち、鱗片が着く。鱗片は紙質、披針形で先端へ向けて細くなり、尾状に終わる。長さは4mm、幅0.7mmで黒褐色からほぼ黒まで。
葉柄は長さ10cmほどだが15cmに達する例もある。暗紫褐色からほとんど黒までで強いつやがあり、表面には溝と2稜がはっきりしている。葉身は単羽状複葉で、全形は披針形から線状披針形で、基部の方がわずかに狭く、中央より下よりの位置で最大幅、先端に向かって次第に狭くなる。先端は鋭く細く尖るが、軸先端で芽を生じた場合、そこで切れた形で止まる。長さは10-40cm、幅は4.5cm程まで。主軸は翼を持たず、上面に溝があって暗紫褐色。羽片は40対ほどになり、主軸に対して直角に近い角度で出て、柄はなく三角状長楕円形で先端は丸く、長さは2cm、幅は0.6cm程度。縁は浅く切れ込みが入り、基部は切り落とした形で、基部側は狭いくさび形、先端側は突き出して耳状になっている。葉脈は単独か二叉分枝し、先端は葉の縁には届かない。胞子嚢群は長さ1-4mm。

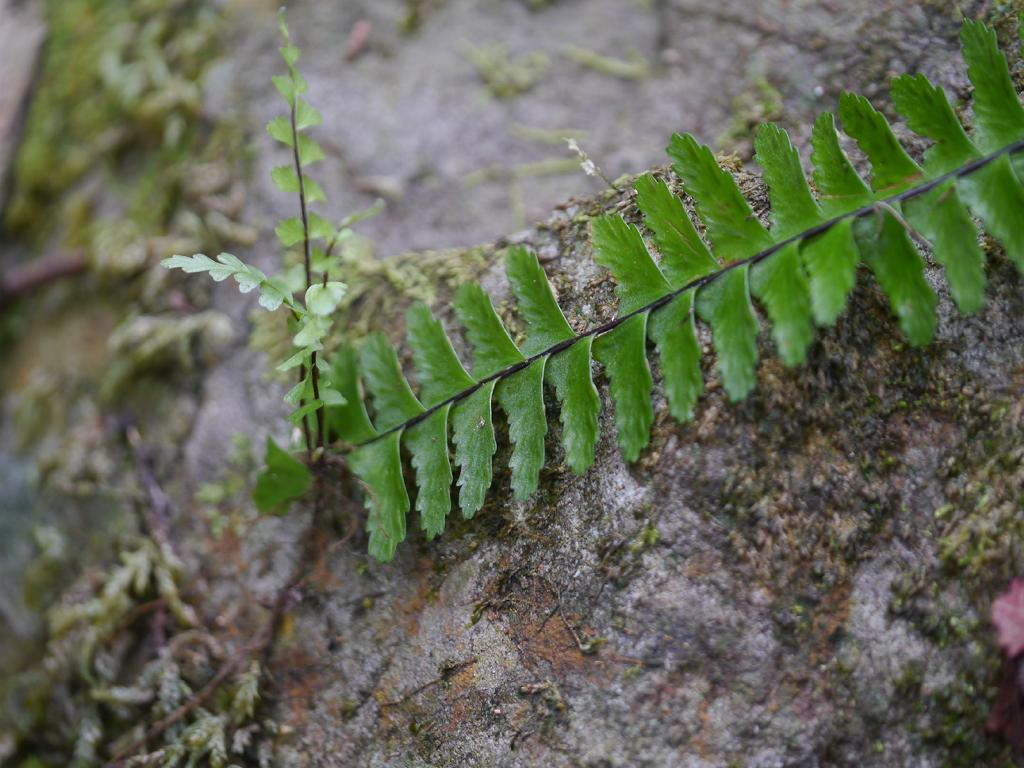
葉の先端から出た芽
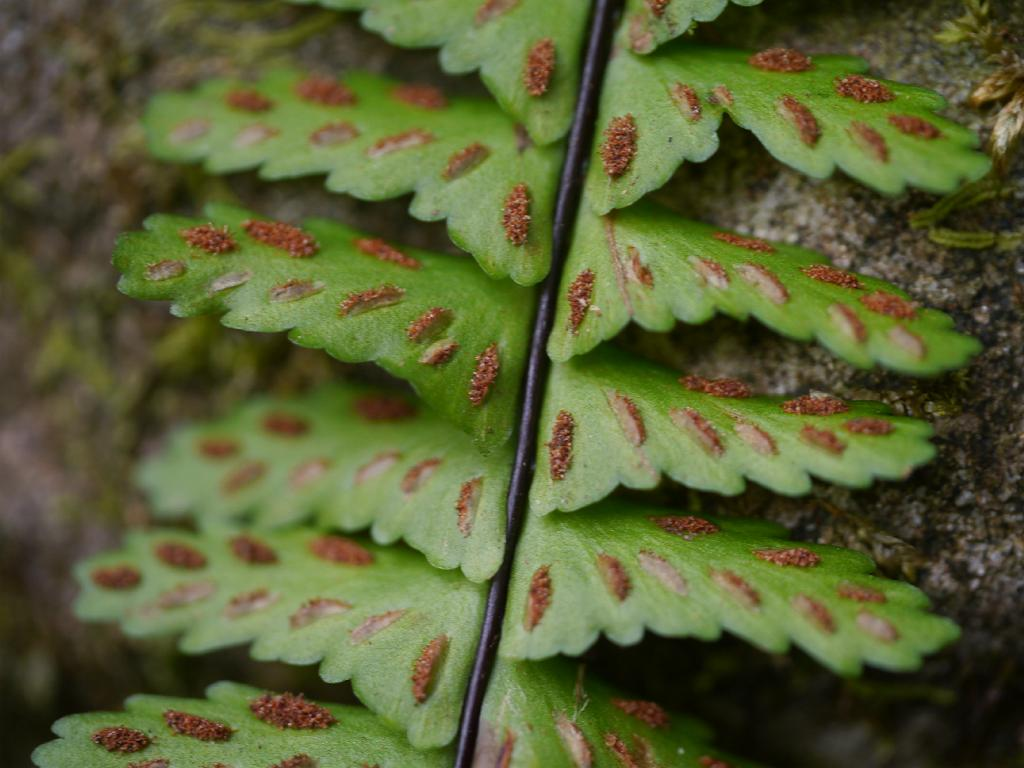
葉裏・胞子嚢群のようす

和名は塗虎の尾で、葉の形をトラノオシダになぞらえ、漆を塗ったような光沢のある葉柄を持つことから。

## 分布と生育環境
日本では本州の茨城県、伊豆半島以西、四国、九州、琉球列島に分布する。世界的にはヒマラヤからポリネシアにわたる分布域を持つ。森林内の湿った岩の上や、ときにはやや乾燥した地上に出現する。倒木の上に出現することもある。

## 種内変異
本種は種内での変異が多い。日本では以下のようなものがある。いずれも主軸の成長に絡むもので、基本変種ではある程度まで伸びたところで不定芽を出し、そこで成長が止まる。
- var. boreale Ohwi ex KuKurata：シモツケヌリトラノオ

先端より不定芽を生じない。葉は先まで伸び、羽片は次第に小さくなる。また羽片がやや幅広くなる。山林中のやや乾燥した岩の上や地上に出やすい。本州から九州（熊本県）までに渡り、点々と出現する。
- var. shimurae H. Ito ：テンリュウヌリトラノオ

主軸の先の方に不定芽を出すが、主軸はその先まで更に伸び、1枚の葉に2-4個の不定芽を付ける。羽片は幅狭くなる。本州では静岡と紀伊半島、四国東部と南部、九州では宮崎県に点在する。乾燥した岩場に生え、その性状はチャセンシダに似ている。これを別種 A. boreale とする説もある。ただし中間型や雑種もあってややこしいとのこと。

## 近縁種など
同属で単羽状複葉の葉が細長くなるものには他にもいくつかある。チャセンシダ A. trichomanes やイヌチャセンシダ A. tripteropus は羽片がより丸っこい。カミガモシダ A. oligophlebium は羽片に鋸歯が大きく、また基部先端側が耳状に強く突出する。他にホウビシダ A. hondoense も同属で単羽状複葉だが、根茎が横に這うなど独自の特徴を持つ。かなり形態的には異なるが、初心者には本種と同じに見えることがあるとのこと。なお、カミガモシダとは混成することがあり、両者の雑種アイヌリトラノオを生じる。これは見た目はほぼヌリトラノオで、ただし稔性がないため、胞子嚢が萎縮している。